# Natação nos Jogos Olímpicos de Verão de 2012 - 50 m livre masculino
A competição dos 50 metros livre masculino da natação nos Jogos Olímpicos de Verão de 2012 foi disputada nos dias 2 e 3 de agosto no Centro Aquático de Londres.

## Medalhistas
| Ouro   | FRA Florent Manaudou |
| Prata  | USA Cullen Jones     |
| Bronze | BRA César Cielo      |

## Recordes
Antes desta competição, os recordes mundiais e olímpicos da prova eram os seguintes:
| Tipo | Atleta      | Tempo | Local     | Data                   |
| ---- | ----------- | ----- | --------- | ---------------------- |
|      | César Cielo | 20.91 | São Paulo | 18 de dezembro de 2009 |
|      | César Cielo | 21.30 | Pequim    | 16 de agosto de 2008   |

## Resultados

### Eliminatórias
| Pos. | Elim. | Raia | Nadador                | CON                                 | Tempo | Notas            |
| ---- | ----- | ---- | ---------------------- | ----------------------------------- | ----- | ---------------- |
| 1    | 6     | 3    | George Bovell          | TRI Trinidad e Tobago               | 21.77 | Q                |
| 2    | 8     | 4    | César Cielo            | BRA Brasil                          | 21.80 | Q                |
| 3    | 8     | 5    | Bruno Fratus           | BRA Brasil                          | 21.82 | Q                |
| 4    | 6     | 4    | Anthony Ervin          | USA Estados Unidos                  | 21.83 | Q                |
| 5    | 7     | 1    | Roland Schoeman        | RSA África do Sul                   | 21.92 | Q                |
| 6    | 7     | 4    | Cullen Jones           | USA Estados Unidos                  | 21.95 | Q                |
| 7    | 6     | 5    | Andrey Grechin         | RUS Rússia                          | 22.09 | Q                |
| 7    | 7     | 7    | Andriy Hovorov         | UKR Ucrânia                         | 22.09 | Q                |
| 7    | 8     | 3    | Florent Manaudou       | FRA França                          | 22.09 | Q                |
| 10   | 7     | 5    | James Magnussen        | AUS Austrália                       | 22.11 | Q                |
| 11   | 8     | 6    | Luca Dotto             | ITA Itália                          | 22.12 | Q                |
| 11   | 8     | 7    | Gideon Louw            | RSA África do Sul                   | 22.12 | Q                |
| 13   | 8     | 8    | Brent Hayden           | CAN Canadá                          | 22.15 | Q                |
| 14   | 6     | 6    | Krisztián Takács       | HUN Hungria                         | 22.19 | Q                |
| 15   | 6     | 8    | Norbert Trandafir      | ROU Romênia                         | 22.22 | Q,               |
| 16   | 7     | 3    | Eamon Sullivan         | AUS Austrália                       | 22.27 | Q                |
| 17   | 6     | 2    | Stefan Nystrand        | SWE Suécia                          | 22.32 |                  |
| 18   | 7     | 6    | Amaury Leveaux         | FRA França                          | 22.35 |                  |
| 19   | 7     | 2    | Marco Orsi             | ITA Itália                          | 22.36 |                  |
| 20   | 6     | 7    | Adam Brown             | GBR Grã-Bretanha                    | 22.39 |                  |
| 21   | 8     | 2    | Sergey Fesikov         | RUS Rússia                          | 22.42 |                  |
| 22   | 5     | 3    | Jasper Aerents         | BEL Bélgica                         | 22.43 |                  |
| 23   | 6     | 1    | Hanser García          | CUB Cuba                            | 22.45 |                  |
| 24   | 4     | 4    | Roy-Allan Burch        | BER Bermudas                        | 22.47 | Recorde nacional |
| 25   | 7     | 8    | Ari-Pekka Liukkonen    | FIN Finlândia                       | 22.57 |                  |
| 26   | 5     | 1    | Yang Shi               | CHN China                           | 22.64 |                  |
| 27   | 5     | 4    | David Dunford          | KEN Quênia                          | 22.72 |                  |
| 28   | 5     | 7    | Mario Todorović        | CRO Croácia                         | 22.75 |                  |
| 29   | 4     | 5    | Barry Murphy           | IRL Irlanda                         | 22.76 |                  |
| 30   | 8     | 1    | Ioannis Kalargaris     | GRE Grécia                          | 22.80 |                  |
| 31   | 5     | 8    | Árni Már Árnason       | ISL Islândia                        | 22.81 | =                |
| 32   | 5     | 5    | Brett Fraser           | CAY Ilhas Cayman                    | 22.91 |                  |
| 33   | 5     | 6    | Kacper Majchrzak       | POL Polônia                         | 23.00 |                  |
| 34   | 4     | 3    | Shehab Younis          | EGY Egito                           | 23.16 |                  |
| 35   | 5     | 2    | Federico Grabich       | ARG Argentina                       | 23.30 |                  |
| 36   | 4     | 6    | Luke Hall              | SWZ Suazilândia                     | 23.48 |                  |
| 37   | 4     | 2    | Kareem Ennab           | JOR Jordânia                        | 24.09 |                  |
| 38   | 4     | 7    | Chakyl Camal           | MOZ Moçambique                      | 24.43 |                  |
| 39   | 4     | 1    | Mahfizur Rahman Sagor  | BAN Bangladesh                      | 24.64 |                  |
| 40   | 3     | 6    | Kerson Hadley          | FSM Estados Federados da Micronésia | 24.82 |                  |
| 41   | 3     | 4    | Adama Ouedraogo        | BUR Burquina Fasso                  | 25.26 |                  |
| 42   | 4     | 8    | Zachary Payne          | COK Ilhas Cook                      | 25.26 |                  |
| 43   | 3     | 5    | Emile Bakale           | CGO Congo                           | 25.64 |                  |
| 44   | 3     | 2    | Kouassi Brou           | CIV Costa do Marfim                 | 25.82 |                  |
| 45   | 3     | 3    | Tolga Akcayli          | VIN São Vicente e Granadinas        | 26.27 |                  |
| 46   | 3     | 1    | Giordan Harris         | MHL Ilhas Marshall                  | 26.88 |                  |
| 47   | 3     | 8    | Prasiddha Jung Shah    | NEP Nepal                           | 26.93 |                  |
| 48   | 3     | 7    | Hemthon Ponloeu        | CAM Camboja                         | 27.03 |                  |
| 49   | 2     | 2    | Abdourahman Osman      | DJI Djibuti                         | 27.25 |                  |
| 50   | 2     | 6    | Mohamed Elkhedr        | SUD Sudão                           | 27.26 |                  |
| 51   | 2     | 3    | Ching Maou Wei         | ASA Samoa Americana                 | 27.30 |                  |
| 52   | 2     | 7    | Jackson Niyomugabo     | RWA Ruanda                          | 27.38 |                  |
| 53   | 2     | 5    | Ganzi Mugula           | UGA Uganda                          | 27.58 |                  |
| 54   | 2     | 4    | Paul Edingue Ekane     | CMR Camarões                        | 27.87 |                  |
| 55   | 1     | 5    | Christian Nassif       | CAF República Centro-Africana       | 28.04 |                  |
| 56   | 1     | 4    | Phathana Inthavong     | LAO Laos                            | 28.17 |                  |
| 57   | 2     | 1    | Mulualem Girma Teshale | ETH Etiópia                         | 28.99 |                  |
| 58   | 1     | 3    | Wilfried Tevoedjre     | BEN Benim                           | 29.77 |                  |

### Semifinal

#### Semifinal 1
| Pos. | Raia | Nadador          | CON                | Tempo | Notas |
| ---- | ---- | ---------------- | ------------------ | ----- | ----- |
| 1    | 3    | Cullen Jones     | USA Estados Unidos | 21.54 | Q     |
| 1    | 4    | César Cielo      | BRA Brasil         | 21.54 | Q     |
| 3    | 5    | Anthony Ervin    | USA Estados Unidos | 21.62 | Q     |
| 4    | 8    | Eamon Sullivan   | AUS Austrália      | 21.88 | Q     |
| 5    | 7    | Gideon Louw      | RSA África do Sul  | 21.92 |       |
| 6    | 2    | James Magnussen  | AUS Austrália      | 22.00 |       |
| 7    | 1    | Krisztián Takács | HUN Hungria        | 22.01 |       |
| 8    | 6    | Andriy Hovorov   | UKR Ucrânia        | 22.12 |       |

#### Semifinal 2
| Pos. | Raia | Nadador           | CON                   | Tempo | Notas |
| ---- | ---- | ----------------- | --------------------- | ----- | ----- |
| 1    | 5    | Bruno Fratus      | BRA Brasil            | 21.63 | Q     |
| 2    | 4    | George Bovell     | TRI Trinidad e Tobago | 21.77 | Q     |
| 3    | 2    | Florent Manaudou  | FRA França            | 21.80 | Q     |
| 4    | 3    | Roland Schoeman   | RSA África do Sul     | 21.88 | Q     |
| 5    | 6    | Andrey Grechin    | RUS Rússia            | 21.98 |       |
| 6    | 7    | Luca Dotto        | ITA Itália            | 22.09 |       |
| 7    | 1    | Brent Hayden      | CAN Canadá            | 22.12 |       |
| 8    | 8    | Norbert Trandafir | ROU Romênia           | 22.30 |       |

### Final
| Pos.              | Raia | Nadador          | CON                   | Tempo | Notas |
| ----------------- | ---- | ---------------- | --------------------- | ----- | ----- |
| Medalha de ouro   | 7    | Florent Manaudou | FRA França            | 21.34 |       |
| Medalha de prata  | 5    | Cullen Jones     | USA Estados Unidos    | 21.54 |       |
| Medalha de bronze | 4    | César Cielo      | BRA Brasil            | 21.59 |       |
| 4                 | 6    | Bruno Fratus     | BRA Brasil            | 21.61 |       |
| 5                 | 3    | Anthony Ervin    | USA Estados Unidos    | 21.78 |       |
| 6                 | 8    | Roland Schoeman  | RSA África do Sul     | 21.80 |       |
| 7                 | 2    | George Bovell    | TRI Trinidad e Tobago | 21.82 |       |
| 8                 | 1    | Eamon Sullivan   | AUS Austrália         | 21.98 |       |

Legenda
| Recorde mundial      | Recorde mundial (World record)               |                       | Recorde africano                      | Recorde africano (African) |                                           | Q | Classificado por posição (Qualified) |
| Recorde olímpico     | Recorde olímpico (Olympic record)            | Recorde da América    | Recorde da América (Americas)         | q                          | Classificado por melhor tempo (Qualified) |   |                                      |
| Melhor marca do ano  | Melhor marca do ano (World leading)          | Recorde asiático      | Recorde asiático (Asian)              | DNS                        | Não largou (Did not start)                |   |                                      |
| Recorde nacional     | Recorde nacional (National record)           | Recorde europeu       | Recorde europeu (European)            | DNF                        | Não terminou (Did not finish)             |   |                                      |
| Recorde pessoal      | Recorde pessoal do atleta (Personal best)    | Recorde da Oceania    | Recorde da Oceania (Oceania)          | DSQ / DQ                   | Desclassificado (Disqualified)            |   |                                      |
| Recorde da temporada | Recorde da temporada do atleta (Season best) | Recorde sul-americano | Recorde sul-americano (South America) | NM                         | Sem marca (No mark)                       |   |                                      |